# Družina Balyan
Družina Balyan (armensko Պալեաններ; [Balyan ailesi] Napaka: {{Jezik-xx}}: prečrkovanje latn besedila (pomoč)) je bila ugledna armenska družina v Osmanskem cesarstvu, ki so jo sestavljali dvorni arhitekti v službi osmanskih sultanov in drugih članov osmanske rodbine v 18. in 19. stoletju. V petih generacijah so projektirali in zgradili številne pomembnejše zgradbe v Osmanskem cesarstvu, vključno s palačami, dvorci, konaki, kioski, Yalı, mošejami, cerkvami in različnimi javnimi stavbami, večinoma v Konstantinoplu (današnji Carigrad.

## Predniki

### Bali zidar
Bali ali Balen Zidar (turško Meremmetçi Bali Kalfa ali Meremmetçi Balen Kalfa), zidarski obrtnik iz vasi Belen Karaman v osrednji Anatoliji, je bil ustanovitelj rodbine. Preselil se je v Carigrad, kjer se je izučil za armenskega palačnega arhitekta sultana Mehmeda IV. (1648–1687), ki ga je srečal in zamenjal, saj je bil sam Armenec. Ko je Bali leta 1725 umrl, je njegov sin Magar prevzel mesto arhitekta na sultanovem dvoru.

### Magar arhitekt
Arhitekt Magar (turško Mimar Magar) je bil zadolžen za pomembne projekte in je zato pogosto napredoval v višje položaje. Vendar je bil zaradi obtožbe pregnan z dvora sultana Mahmuda I. (1730–1754) v izgnanstvo v vzhodnoanatolsko mesto Bayburt. Tam je Magar učil svojega starejšega sina Krikorja arhitekture, preden je bil pomiloščen in se vrnil v Carigrad. Po upokojitvi je njegovo mesto prevzel sin Krikor. Magarjev drugi sin Senekerim pa je sodeloval z bratom Krikorjem. Magar je umrl v Bayburtu.

## Družinsko drevo
- Bali (Balen; ?–1725)
  - Magar (?–?)
    - Krikor Balyan (1764–1831)
    - Senekerim Balyan (1768–1833)
    - Garabet Amira Balyan (1800–1866)
      - Nigoğayos Balyan (1826–1858)
        - Levon Balyan (1855-?)

      - Sarkis Balyan (1835–1899)
      - Hagop Balyan (1838–1875)
      - Simon Balyan (1848–1894)

## Člani

### Krikor Balyan
Krikor Balyan (armensko Գրիգոր Պալեան, znan tudi kot Krikor Amira Balyan; 1764–1831) je bil prvi član družine, ki je uporabil priimek Balyan. Imenoval se je Baliyan ali Balyan po svojem dedku in ga je kasneje prevzel kot družinsko ime Balyan. Bil je zet zidarja Minasa in tast Ohannesa Amire Severyan, ki sta bila oba palačna arhitekta.  Krikor je svojo izjavo o arhitekturi prejel od sultana Abdula Hamida I. (vladal 1774–87). Postal je neuradni svetovalec sultana Selima III. (vladal 1789–1807), bil pa je blizu sultanu Mahmudu II. (vladal 1808–1839). Leta 1820 je bil izgnan v Kayseri v osrednji Anatoliji, ker je bil vpleten v spor med gregorijanskimi in katoliškimi Armenci. Pomilostili so ga in mu dovolili, da se vrne v Carigrad..
Krikor je umrl leta 1831, potem ko je služil cesarstvu med vladavino štirih sultanov.  Nasledil ga je mlad in neizkušen sin Garabet Amira.
Med pomembnejša Krikorjeva dela štejejo:
- Palača Sarayburnu (požgana 1875)
- palača Beşiktaş
- palača Çırağan – Çırağan Sarayı (požgali janičarji)
- Palača Arnavutköy Valide Sultan
- Palača Defterdar Sultan
- Paviljon Aynalıkavak
- Mošeja Tophane Nusretiye (1823–1826)
- Vojašnica Taksim (turško Taksim Kışlası ali Halil Paşa Topçu Kışlası)
- Vojašnica Selimiye (turško Selimiye Kışlası) (1800, požgana 1806)
- Vojašnica Davutpaşa (turško Davutpaşa Kışlası) (1826–1827)
- Vojašnica Beyoğlu
- Carigrajska kovnica
- Jez Valide (turško Valide Bendi)
- Jez Topuzlu (turško Topuzlu Bent)

### Senekerim Balyan
Senekerim Balyan (armensko Սենեքերիմ Պալեան; 1768–1833) je bil sin arhitekta Magarja in mlajši brat Krikorja Balyana. Delal je skupaj z bratom, a je ostal v ozadju. Obnovil je gasilski stolp Beyazit, ki ga je leta 1826 iz lesa zgradil njegov brat Krikor, a ga je uničil požar. Umrl je v Jeruzalemu in bil pokopan na dvorišču armenske cerkve.
Senekerimova dela so požarni stolp Beyazıt (1828) in armenska cerkev Surp Asdvadzazdin v Ortaköyu (1824).

### Garabet Amira Balyan
Garabet Amira Balyan (armensko Կարապետ Պալեան; 1800–1866) se je rodil v Carigradu. Ob očetovi smrti je bil zelo mlad in premalo izkušen, da bi sam prevzel očetovo mesto. Tako je služil poleg svojega strica zidarja Ohannesa Serveryana. Garabet je služil med vladavino Mahmuda II. (1808–1839), Abdula Medžida I.  (1839–1861) in Abdula Aziza (1861–1876) in zgradil številne stavbe v Carigradu. Najbolj znano od njegovih del je palača Dolmabahçe, ki jo je zgradil v sodelovanju s svojim sinom Nigoğayosom. Drugo njegovo opazno arhitekturno delo je palača Beylerbeyi, ki je bila zgrajena v sodelovanju z njegovim drugim sinom Sarkisom.
Garabet Balyan je bil aktiven tudi v izobraževalnih in upravnih zadevah armenske skupnosti ter izvajal raziskovalno delo o armenski arhitekturi. Njegovi štirje sinovi, Nigoğayos, Sarkis, Hagop in Simon, so ga nasledili, potem ko je leta 1866 med pogovorom s prijatelji umrl zaradi srčnega napada.
Garabetova opazna dela so:
- Palača Dolmabahçe z Nigoğayosom Balyanom (1848–56)[5]
- Nova palača Çırağan (turško Çırağan Sarayı)
- Kiosk Yeşilköy Hünkar
- Stara palača Yıldız
- Mošeja Ortaköy z Nigoğayosom Balyanom (1854) (turško Ortaköy Camii)
- stolp z uro Nusretiye (1848)
- Armenska cerkev Beşiktaş Soorp Asdvadzazin (1834)
- Armenska cerkev Kuruçeşme Soorp Nişan (1834)
- Cerkev Beyoğlu Soorp Yerrortutyun (1838)
- Cerkev Kumkapı Soorp Asdvadzazin
- Stavba Akademije za likovno umetnost (nekdanja livarna topov) v Tophanah
- palači Fındıklı Cemile in sultan Münire (1856–1859; danes univerza Mimar Sinan)
- Palača İzmit Hünkar
- Vojna akademija
- Mavzolej Mahmuda II. s fontano (1840)
- Tekstilna tovarna Bakırköy
- Usnjarna Beykoz (1842)
- Tekstilna tovarna Hereke (1843)
- armenska bolnišnica (1832–1834)

### Nigoğayos Balyan
Nigoğayos Balyan (armensko Նիկողայոս Պալեան; znan tudi kot Nigoğos Balyan; 1826–1858) je bil prvi sin Garabeta Armire Balyana. Leta 1843 so ga skupaj z bratom Sarkisom poslali v Pariz na študij arhitekture na Collège Sainte-Barbe de Paris. Zaradi bolezni pa sta se morala z bratom leta 1845 vrniti v Carigrad. Nigoğayos je v sodelovanju z očetom Garabetom pridobival izkušnje. Imenovan je bil za umetniškega svetovalca sultana Abdula Medžida I. (1839–1861). Ustanovil je tudi šolo za domače arhitekte za poučevanje zahodne arhitekture.
Nigoğayos je skupaj z očetom delal pri gradnji palače Dolmabahçe (1842–1856). Sodeloval je pri pripravah armenske narodne ustave. Nigoğayos je umrl v Carigradu leta 1858 zaradi tifusne mrzlice v starosti 32 let.
Nigoğayosova pomembna dela:
- mošeja Küçük Mecidiye (1843) (turško Küçük Mecidiye Camii)
- Ihlamur paviljon (1849)
- mošeja Dolmabahçe, alias mošeja Bezm-i Alem Valide Sultan (1852–1854)
- Paviljon Adile Sultan, Validebağ (1853)
- Mošeja Ortaköy, skupaj z Garabet Amira Balyan (1854)
- Paviljon Küçüksu (turško Küçüksu Kasrı), znan tudi kot Göksu Paviljon (1857)
- Armenska bolnišnica

### Sarkis Balyan
Sarkis Balyan (armensko Սարգիս Պալեան; 1835–1899) je bil drugi sin Garabeta Balyana. Leta 1843 je sledil svojemu starejšemu bratu Nigoğayosu v Pariz. Leta 1845 se je moral zaradi bratove bolezni vrniti v Carigrad. Leta 1847 je Sarkis ponovno odšel v Pariz, da bi obiskoval Collège Sainte-Barbe de Paris, ki jo je končal po treh letih. Kasneje je študiral na Akademiji za likovno umetnost.
Po vrnitvi v Carigrad je Sarkis začel delati skupaj z očetom in bratom Nigoğayosom. Po smrti teh dveh je nadaljeval delo z mlajšim bratom Hagopom. Sarkis si je pridobil večjo slavo kot Hagop, ker je konstruiral strukture, ki jih je zasnoval njegov brat. Sarkis je znan tudi kot oblikovalec številnih stavb.
Znan kot hiter delavec, je njegovo poklicno življenje prekinila smrt brata Hagopa leta 1875 in vstop Abdul Hamida II. na prestol (1876–1909). Zaradi političnih obtožb je bil prisiljen v izgnanstvo v Evropo za 15 let, a se je na koncu vrnil v Turčijo po posredovanju Hagopa Kazazian paše.
Njegovo najpomembnejše delo je kiosk Valide Sultan. Sarkis, ki ga zanimajo vse veje likovne umetnosti, je podpiral armenske pisatelje, glasbenike in predvsem gledališke igralce. Bil je tudi član skupščine armenskega patriarhata. Dobil je naziv Ser Mimar (glavni arhitekt Osmanskega cesarstva).
Sarkisova opazna dela:
- Palača Beylerbeyi z očetom Garabetom Balyanom (1861–1865)
- Armenska osnovna šola Beşiktaş Makruhyan (1866; posvečena spominu na njegovo mlado umrlo ženo Makruhi)
- Malteški paviljon (turško Malta Köşkü) (1870)
- Palača Çırağan (1863–1871)
- Mošeja Valide (turško Pertevniyal Valide Sultan Camii), z bratom Hagopom Balyanom (1871)
- Tovarna smodnika Zeytinburnu (1874)
- Beşiktaş-Akaretler 138 vrstnih hiš (gradnja se je začela leta 1874)
- Dvorec Esme Sultan (turško Esma Sultan Yalısı), Ortaköy (1875)
- Palača Adile Sultan (turško Adile Sultan Sarayı), Kandilli (1876)
- Stolp z uro Dolmabahçe (1895)
- Ministrstvo za vojno (danes glavna stavba Carigrajske tehnične univerze)
- Cesarska medicinska šola (danes Srednja šola Galatasaray)
- Maçka Arsenal (danes Fakulteta za rudarstvo Carigrajske tehnične univerze)
- Obalna palača Baltalimanı
- Stari kiosk na otoku Galatasaray
- Stolnica Svete Matere božje (armensko Սուրբ Աստուածածին Եկեղեցի, romanizirano Surp Asdvazdadzin Egeghetsʿi) v Aintabu (trenutno Osvobodilna mošeja; turško Kurtuluş Camii) [8]

### Hagop Balyan
Hagop Balyan (armensko Հակոբ Պալեան; 1838–1875) je bil tretji sin Garabeta Balyana. Skupaj z bratom Sarkisom je sodeloval pri različnih projektih v Carigradu. Hagop je umrl v Parizu leta 1875 v starosti 37 let; pokopan je bil na pokopališču Père Lachaise.

### Simon Balyan
Simon Balyan (armensko Սիմոն Պալեան; 1848–1894) je bil najmlajši sin Garabet Balyan. Bil je tudi arhitekt.

### Levon Balyan
Levon Balyan (armensko Լեւոն Պալեան; 1855–1925) je bil sin Nigoğayosa Balyana. Leta 1869 je obiskoval Collège Sainte-Barbe v Parizu.